# سایشی حلقی بی‌واک
سایشی حلقی بی‌واک نوعی از همخوان‌هاست.